# Hôtel Alex Johnson
L'hôtel Alex Johnson (en anglais : Hotel Alex Johnson) est un hôtel américain situé à Rapid City, dans le Dakota du Sud. Ouvert en le 1er juillet 1928, cet établissement d'Hilton Hotels & Resorts est membre des Historic Hotels of America et des Historic Hotels Worldwide depuis 2011.